# Alex James (bassiste)
Pour les articles homonymes, voir Alex James et James.
 (novembre 2017).
Si vous disposez d'ouvrages ou d'articles de référence ou si vous connaissez des sites web de qualité traitant du thème abordé ici, merci de compléter l'article en donnant les références utiles à sa vérifiabilité et en les liant à la section « Notes et références ».
Steven Alexander James, né le 21 novembre 1968 à Bournemouth, est le bassiste du groupe Blur.
C'est le dernier à joindre le groupe en 1988.

## Biographie
À 11 ans, son père achète un piano pour 100 livres, il s'y met ainsi qu'au violon, encouragé par sa mère. Bien qu'également très intéressé par le football, c'est vers la musique que va sa vraie passion. Il baptise son premier groupe Mr Pang's Big Bangs, en l'honneur de son propriétaire ; puis à l'époque de Goldsmiths, un groupe nommé Nichtkunst (non-art en allemand)[réf. nécessaire]. Ses parents, ayant peu de moyens, lui offrent une basse d'occasion trouvée dans un bazar pour le prix de 50 livres.
Il montre des dispositions pour les études, obtenant des diplômes en physique, chimie et français. Il part étudier le français à l'université Goldsmiths à Londres, où il fait la rencontre de Graham Coxon,. Il change son premier prénom, Stephen, pour son second, Alex. Graham le présente ensuite à Damon Albarn et rejoint le groupe Blur pour une répétition de She's So High.
Passionné d'astronomie, il collectionne les météorites. Il détient un brevet de pilote, s'est acheté un petit avion, et est très impliqué dans le projet Beagle 2.
Il a travaillé avec Marianne Faithfull et sur le premier album de Sophie Ellis-Bextor.
En 2009, il crée avec trois membres de New Order, Bernard Sumner, Stephen Morris et Phil Cunningham (ancien guitariste du groupe mancunien Marion) un supergroupe nommé Bad Lieutenant (groupe).
Il est un inconditionnel supporter du club de football d'Arsenal.
Au milieu des années 2000, Alex James, avec femme et enfants, se lance dans une carrière agricole. Il achète une ferme et un terrain de 80 hectares dans les Cotswolds, au cœur de l'Angleterre, et se lance dans l'élevage de porcs et d'ovins. Il détient près de mille bêtes, à partir desquelles il produit des saucisses mais surtout du fromage, dont le Little Wallop (« petite baffe »), qui a reçu de bons échos de la part des critiques dans la presse britannique et un prix culinaire au printemps 2007, le British Cheese Award (Prix des fromages britanniques).

## Influences
Indépendamment de Blur, James a créé deux groupes: Me Me Me (dissous plus ou moins officiellement après avoir sorti un seul single Hanging around) et Fat Les avec Damien Hirst et Keith Allen, dont le plus gros succès est Vindaloo, un hymne pour la coupe du monde.
Alex James est amateur de la musique des années 1980 tels que le groupe Chic, leur guitariste Nile Rodgers et particulièrement leur bassiste Bernard Edwards qui est une de ses plus grandes influences, New Order, Joy Division, Sister Sledge ou encore Diana Ross. Il s'intéresse également aux auteurs classiques tels que Ludwig van Beethoven, Gioachino Rossini ou Piotr Ilitch Tchaïkovski.
Jamie Hewlett se serait inspiré d'Alex James pour bâtir la personnalité de Murdoc Niccals, le bassiste virtuel de Gorillaz. Le dessinateur a en fait pris les défauts de James et les aurait accentués, ce qui fait de Murdoc sa caricature morale[réf. souhaitée].

## Matériel

### Basses
- Fender Precision

- Ernie Ball Music Man StingRay

### Ampli
- Ampeg SVT
- Audio Kitchen The Big Trees

### Effets
- Marshall Shred Master
- Zvex Woolly Mammoth
- MXR Bass Envelope Filter
- Boss Bass Overdrive[1]